# Тамм, Воотеле Пеэтерович
Во́отеле Пеэтеро́вич Тамм (эст. Vootele Tamm; 29 мая 1909, Хельсинки ― 21 августа 1981, Таллин, Эстонская ССР) ― эстонский трубач, солист симфонического оркестра радио и телевидения Эстонской ССР, заслуженный артист Эстонской ССР.

## Биография
С 1926 по 1932 год Воотеле Тамм играл в военном духовом оркестре. В 1935 году он окончил Таллинскую консерваторию по классу Юлиуса Вакса. С 1934 по 1964 Тамм был солистом-концертмейстером группы труб симфонического оркестра радио и телевидения Эстонской ССР. В 1963 году ему было присвоено почётное звание «заслуженный артист Эстонской ССР».